# Thierry Ambrose
Thierry Ambrose (* 28. März 1997 in Sens) ist ein französisch-guadeloupischer Fußballspieler, der aktuell beim KV Kortrijk in der Division 1A unter Vertrag steht.

## Karriere

### Verein
Ambrose begann seine fußballerische Karriere bei Paron Saint-Clément Maillot, ehe er 2006 in die Jugendabteilung von AJ Auxerre wechselte. Im Sommer 2013 wechselte er nach England zu Manchester City. 2013/14 spielte er dort mit der U19 sechsmal in der Youth League. Am 27. April 2014 (8. Spieltag; nachgeholt) debütierte er gegen Aston Villa U23 für die zweite Mannschaft, als er beim 2:0-Sieg direkt sein erstes Tor zum 2:0-Endstand erzielte. Neben fünf Toren in 10 U19-Spielen der Folgesaison traf er ebenfalls fünfmal in 10 Ligaspielen für die U23-Mannschaft. Außerdem stand er am 20. Dezember 2014 (17. Spieltag) im Spieltagskader der Profimannschaft, als man 3:0 gewann. Am Ende der Saison wurden die Profis Vize-Meister. 2015/16 war er lange verletzt und konnte dort nur sieben Mal für die U23 (drei Tore) und fünfmal für die U19 (vier Tore) auflaufen. In der Saison 2015/16 konnte er gegen Ende wieder spiele und schoss dort in acht Duellen fünf Tore.
Für die Spielzeit 2017/18 wurde er zusammen mit drei anderen Teamkameraden an den niederländischen Erstligisten NAC Breda verliehen. In der Eredivisie traf er direkt bei seinem Debüt bei der 1:4-Niederlage gegen Vitesse Arnheim zum ersten Mal im Profibereich. Bei Breda war er gesetzt und kam sowohl im Sturm, als auch auf den beiden Flügeln zu Einsätzen. Insgesamt spielte er 30 Mal und konnte dabei zehn Tore schießen, worunter sich ein Doppelpack befindet.
Nach seiner Rückkehr wurde er an den RC Lens in die Ligue 2 verliehen. Sein Debüt in der zweiten französischen Spielklasse gab er gegen Red Star Paris in der Startformation. Bei seinem dritten Einsatz für Lens schoss er nach Einwechslung sein erstes Tor zum 2:0-Endstand gegen ES Troyes AC. Zusammen mit den Aufstiegsplayoffs, in denen man sich nicht durchsetzen konnte, schoss er in 41 Spielen insgesamt fünf Tore.
Direkt nach seiner Rückkehr folgte die dritte Leihe dieses Mal an den FC Metz. Beim 3:0 gegen die AS Monaco wurde er kurz vor Schluss eingewechselt und debütierte somit in der Ligue 1. In der gesamten Spielzeit 2019/20 lief er 18 Mal in der Liga auf, schoss jedoch kein Tor. Nach Ablauf der Leihe wurde er für drei Millionen Euro vom FC Metz fest verpflichtet. Auch 2020/21 schoss er in der Liga in 23 Spielen kein einziges Tor.
Daraufhin wechselte er nach Belgien zum Erstligisten KV Ostende. Bei seinem Debüt am 30. Juli 2021 (2. Spieltag) schoss er nach Einwechslung bei einem 4:3-Sieg gegen den KRC Genk direkt sein erstes Tor. Bei Ostende war er gesetzt und spielte 32 von 34 möglichen Ligaspielen. Dabei traf er sechsmal und bereitete weitere drei Tore vor. Zudem traf er einmal in zwei Pokalspielen. In der Saison 2022/23 wurde er bei 28 von 34 möglichen Ligaspielen eingesetzt, bei denen er sieben Tore schoss. Dazu kamen erneut zwei Pokalspiele mit wiederum einem Tor. 
Die Saison endete mit dem Abstieg von Ostende in die Division 1B. Dort bestritt er das erste Ligaspiel für Ostende. Mitte August 2023 wechselte er zurück in die Division 1A zu KV Kortrijk, wo er einen Vertrag bis zum Ende der Saison 2026/27 unterschrieb. Hier bestritt er 9 von 35 möglichen Ligaspielen, in denen er vier Tore schoss. Von Ende August 2023 bis Anfang März 2024 fiel er wegen eines Achillessehnenrisses aus.

### Nationalmannschaft
Ambrose spielte für diverse Juniorennationalmannschaften Frankreichs, nahm aber nie an einem großen Turnier teil. 
Seit März 2022 bestreitet er Länderspiele in der guadeloupischen Nationalmannschaft und nahm mit ihr auch am Gold Cup 2023 teil, bei dem er in allen drei Gruppenspielen eingesetzt wurde.

## Erfolge
- Englischer Vize-Meister: 2015
- Sieger der Premier League 2: 2017